# Stylus (Stylesheet-Sprache)
Stylus ist eine Stylesheet-Sprache mit dem Ziel, das Schreiben von CSS effizienter zu gestalten.
Der Stylus-Quellcode wird serverseitig zu CSS kompiliert.
Der Compiler ist in JavaScript für die Plattform Node.js geschrieben.

## Syntax
Die Syntax von Stylus ist minimal gehalten – geschweifte Klammern, Semikolons und Doppelpunkte werden nicht benötigt. Im Gegensatz zu den anderen Stylesheet-Sprachen SASS/SCSS und Less ist im Quellcode ein Unterschied zwischen CSS-Klassen und Mixins erkennbar.

## Codebeispiele
Anstelle der für CSS typischen geschweiften Klammern verwendet Stylus Einrückungen, um die Eigenschaften dem Selektor zuzuordnen. Doppelpunkte und Semikolons sind optional.
```
body

  
font-size
 
14px

  
background-color
 
white

  
color
 
black

```

Dies wird zu folgendem CSS-Code kompiliert:
```
body
 
{

  
font-size
:
 
14
px
;

  
background-color
:
 
white
;

  
color
:
 
black
;

}

```

### Variablen
Um Wiederholungen zu vermeiden, können in Stylus Variablen verwendet werden.
```
meineFarbe
 
=
 
#
0033ff

header

  
background-color
 
meineFarbe

h1

  
color
 
meineFarbe

a

  
color
 
meineFarbe

```

Was kompiliert wird zu:
```
header
 
{

  
background-color
:
 
#0033ff
;

}

h1
 
{

  
color
:
 
#0033ff
;

}

a
 
{

  
color
:
 
#0033ff
;

}

```

### Mixins
Mit Mixins bzw. Funktionen müssen wiederholt-vorkommende Abläufe wie die Angabe unterschiedlicher Herstellerpräfixe nur einmal geschrieben werden.
Anmerkung: Das konkrete Beispiel mit -x-border-radius ist seit 2014 veraltet. Die Varianten mit Präfix sind seitdem wirkungslos.
```
border-radius
()

  
-webkit-border-radius
 
arguments

  
-moz-border-radius
 
arguments

  
border-radius
 
arguments

#
bild

  
border-radius
 
8px

.
button

  
border-radius
 
3px

```

Das Ergebnis:
```
#
bild
 
{

  
-webkit-
border-radius
:
 
8
px
;

  
-moz-
border-radius
:
 
8
px
;

  
border-radius
:
 
8
px
;

}

.
button
 
{

  
-webkit-
border-radius
:
 
3
px
;

  
-moz-
border-radius
:
 
3
px
;

  
border-radius
:
 
3
px
;

}

```

### Geschachtelte Regeln
Hiermit können Selektoren ineinander verschachtelt werden.
```
#
header

  
background-color
 
blue

  
h1

    
color
 
white

    
font-weight
 
bold

  
p

    
font-size
 
14px

#
footer

  
background
 
green

```

wird kompiliert zu:
```
#
header
 
{

  
background-color
:
 
blue
;

}

#
header
 
h1
 
{

    
color
:
 
white
;

    
font-weight
:
 
bold
;

}

#
header
 
p
 
{

    
font-size
:
 
14
px
;

}

#
footer
 
{

  
background
:
 
green
;

}

```

## Verwendung
Neben der Verwendung in Node.js existieren weitere Module, z. B. für Grunt oder für das Webframework Ruby on Rails.